# Хайнрих Раймунд Фугер фон Кирхберг-Вайсенхорн
Хайнрих Раймунд Фугер фон Кирхберг-Вайсенхорн (на немски: Heinrich Raymund Graf von Kirchberg und Weissenhorn; * 2 октомври 1611 в Гмюнд; † 11 август 1656) е граф на Фугер-Кирхберг и Вайсенхорн.
Той е син на Антон Фугер фон Кирхберг-Вайсенхорн (1552 – 1616) и втората му съпруга трушсес Урсула фон Хьофинген. Внук е на хуманиста граф и фрайхер Георг Фугер фон Кирхберг и Вайсенхорн (1518 – 1569) и графиня Урсула фон Лихтенщайн († 1573). Правнук е на тъговеца и банкера имперски граф Раймунд Фугер фон Кирхберг (1489 – 1535) и Катарина Турцо де Бетленфалва († 1535).

## Фамилия
Хайнрих Раймунд Фугер фон Кирхберг-Вайсенхорн се жени 1636 г. за графиня Мария Кристина фон Лихтенщайн († 1668). Те имат 10 деца:
- Мария Барбара (* 1637; † погребана 1671), омъжена 1658 г. за Фридрих Готлиб фон Пранк († 1691)
- Мария Клаудия (*/† 1638)
- Мария Клара (* 1639)
- Мария Елеонора (1640 – 1641)
- Мария Франциска (1643 – 1644)
- Мария Изабела Леополдина Фугер фон Кирхберг и Вайсенхорн (* 31 юли 1645, Вилтен; † 8 декември 1695, Крумбах, Швабия), омъжена пр. 1672 г. за Франц Лео фон Рехберг († 2 април 1672), син на фрайхер Файт Ернст I фон Рехберг (1596 – 1671) и Мария Магдалена Фугер-Кирхберг и Вайсенхорн (1621 – 1671), дъщеря на граф Хуго Фугер фон Кирхберг-Вайсенхорн (1589 – 1627) и Мария Юлиана Фьолин фон Фрикенхаузен (1594 – 1653)
- Антон Фердинанд Рудолф (* 1646)
- Мария Анна Ида (1650 – 1651)
- Мария Цецилия (1652 – 1708)
- Мария Йохана Фелицитас (1654 – 1655)